# Banda Bonnot
La Banda Bonnot (La Bande à Bonnot) è stato un gruppo anarchico francese che ha operato in Francia e in Belgio durante la Belle Epoque, tra il 1911 e il 1912. La banda, che utilizzava automobili e fucili a ripetizione, era formata da vari elementi anarco-individualisti, gravitanti intorno al giornale anarchico parigino L'anarchie e successivamente alla libreria L’Idée Libre.
La banda prese il nome da Jules Bonnot, figura carismatica del gruppo, che venne ritenuto capo e mente di tutti i colpi attuati. Un altro importante esponente fu Raymond Callemin soprannominato Raymond la Science.

## Contesto storico
La Banda Bonnot nasce nella Francia dei primi anni del XX secolo, una nazione in cui le promesse rivoluzionarie ottocentesche stentavano a realizzarsi, ove non si erano spenti gli echi propagandistici dell'anarco-individualista Albert Libertad (1875-1908), ma anche dove le azioni terroristiche di Émile Henry o August Vaillant non erano servite a mutare una situazione sociale di apparente stallo.
Oltre a ciò la stessa Confédération générale du travail francese (la più rilevante confederazione sindacale dell'epoca) cominciò una sorta di deriva riformista, rendendo così difficile agli stessi anarchici la possibilità di mantenere un lavoro, a causa delle leggi sempre più repressive. È in questo clima che un gruppo di giovani anarchici francesi, molti dei quali propensi ad un rigorosissimo razionalismo, scelse di intraprendere una lotta illegalista e consapevolmente suicida, contro il capitale e la società intera.

## La banda

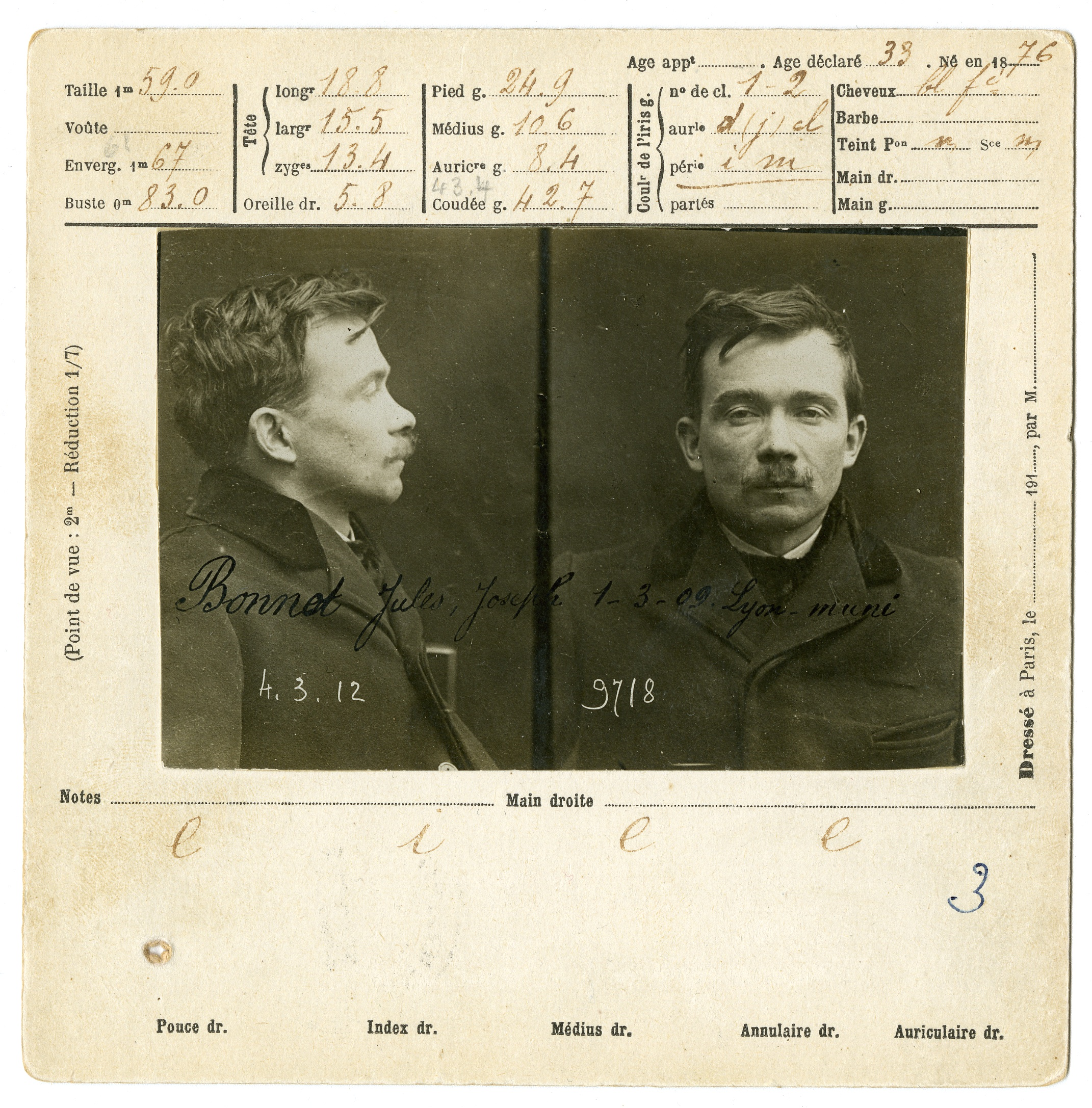
Jules Bonnot in una foto segnaletica della Sûreté

La Banda Bonnot si formò attorno alla figura carismatica di Jules Joseph Bonnot anarchico, operaio e uno dei primi chauffeur della storia. Alcuni sostengono che per un breve periodo nel 1910 lavorò come autista in gran Bretagna per Arthur Conan Doyle, ideatore di Sherlock Holmes. Tuttavia un articolo della rivista  Refractions , Marianne Enckell ha sostenuto che tale affermazione, diffusa da Bernard Thomas, non è storicamente corretta. In realtà Bonnot sarebbe stato, per un breve tempo, autista di uno degli assistenti di Sir Arthur, Ashton Wolfe, a Lione nel 1910 circa.
Di ritorno dalla Gran Bretagna e con poche possibilità di trovare un lavoro, venne introdotto negli ambienti anarchici parigini da Eugene Dieudonnè. Venne così in contatto con gli anarchici individualisti e illegalisti della rivista L’anarchie - Henriette Maitrejean e Victor Kibalcic (Victor Serge)-, i medesimi che cominciarono a frequentare la libreria L’Idée Libre. Bonnot spiegò loro la propria idea di lotta radicale contro il capitalismo e la borghesia, da attuare tramite atti illegali, andando a colpire l’unico bene che a questa stava veramente a cuore: il denaro. Tra i vari elementi erano presenti individui con attività criminali alle spalle: tra questi spiccano i nomi di Raymond Callemin (detto Raymond la Science), Édouard Carouy (entrambi assoggettati dalla ragione scientifica), Octave Garnier, André Soudy, René Valet ed Étienne Monier. La Banda si formò senza avere una concreta ed effettiva struttura gerarchica o di altro tipo. Scopo primario del gruppo era quello di assaltare banche con automobili di grossa cilindrata, le quali venivano rubate appositamente ogni volta prima del “colpo”. Bonnot infatti, vista la precedente esperienza, era un abile meccanico e guidatore. Ciascun individuo era libero ogni singola volta di decidere se partecipare o meno. I soldi ricavati ogni volta servivano per provvedere al sostentamento di se stessi e degli ambienti anarchici parigini. Ulteriore obiettivo fu quello di terrorizzare la società capitalista e dimostrare la sua vulnerabilità, nonostante i vari schieramenti di polizia preposti a difendere le banche e le case dei ricchi borghesi. Tutto ciò fu possibile grazie anche ai vari agganci “minori” dei quali si avvalsero, utilizzati in vari casi di necessità. Tra questi il garagista Dettweiller, il meccanico Dubois, Marie Schoofs (fidanzata di Garnier), Jean de Boe, David Bellonie, Rodriguez e altri.

## I furti

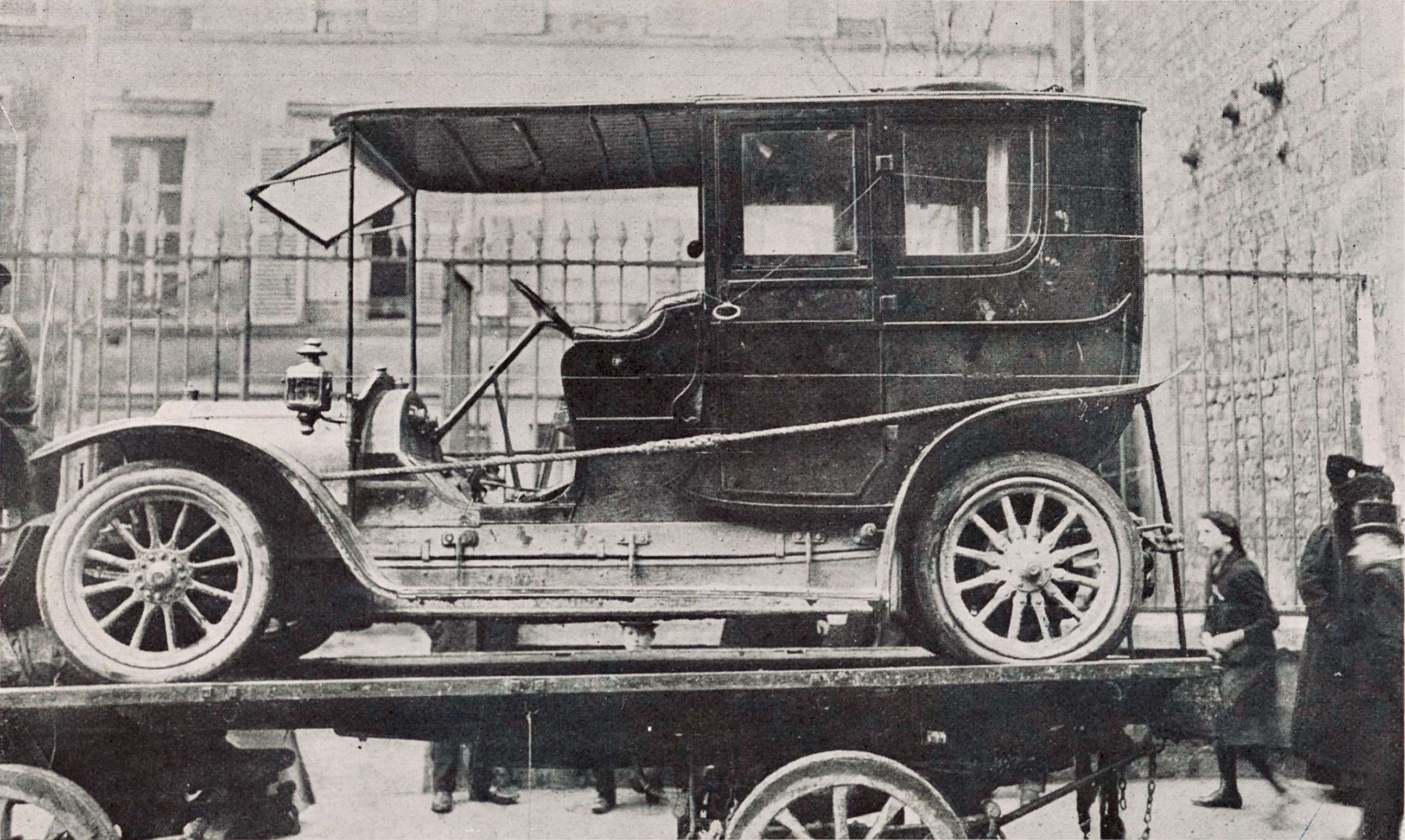
Delaunay-Belleville, l'automobile rubata il 14 dicembre 1911 da Bonnot, Garnier e Raymond la Science

Le azioni della banda avvenivano tutte rigorosamente in pieno giorno, poiché lo scopo era proprio quello di terrorizzare la società capitalista, sorprendendo tutti per audacia e sfrontatezza.

### 14 dicembre 1911
Il 14 dicembre 1911, Bonnot, Garnier e Raymond la Science rubarono una Delaunay-Belleville, la quale venne utilizzata nella prima rapina del 21 Dicembre 1911.

### 21 dicembre 1911
Il 21 dicembre 1911, alle 9:00 di mattina, i medesimi uomini assaltarono il portavalori della banca Société Générale, in via Ordener a Parigi. In quella prima rapina si scatenò un conflitto a fuoco dove Octave Garnier ferì gravemente un addetto al servizio, Ernest Caby. Il totale del bottino ammontò a 5000 franchi e titoli, difficilmente smerciabili.- Successivamente i titoli vennero portati al belga de Boe che tentò di smerciarli; poi, Bellonie e Rodriguez cercarono anche loro di convertirli, portandoli ad un usuraio parigino. Quest’ultimo incastrò i due facendo una soffiata alla polizia. Ai tre l’aver aiutato la banda costò una incriminazione per complicità e il successivo processo assieme agli esponenti principali. Tutta una serie di azioni criminali sono state nel tempo attribuite alla banda, qui si elencano quelle storicamente accertate:
«La prima rapina in automobile che la storia ricordi avvenne a Parigi la mattina dell'11 dicembre 1911. Il giorno precedente, Jules aveva insegnato a Raymond come si guida un'auto. Se fosse successo qualcosa a lui, occorreva scongiurare l'eventualità di ritrovarsi appiedati per mancanza di autista. Raymond si era rivelato un ottimo allievo. Alle otto e venti Jules imboccò la rue Ordener: al 156 c'era una succursale della Société Générale de Banque, dove un portavalori, puntualissimo, arrivava dalla sede di rue de Provence con il denaro in contanti pochi minuti prima dell'apertura degli sportelli.»

### 31 gennaio 1912
Il 31 gennaio 1912 a Gand, in Belgio, Édouard Carouy, Octave Garnier e Jules Bonnot tentarono un altro furto di automobile. Nello stesso giorno Victor Serge e la compagna Henriette Maitrejean vennero arrestati con un'accusa di complicità con i vari esponenti della banda, cosa errata, viste le antipatie dei due distinti gruppi.

### 27 febbraio 1912
Il 27 febbraio 1912 a Saint-Madé, Raymond Callemin, Octave Garnier e Jules Bonnot furono fermati da un poliziotto mentre erano intenti a rubare un'automobile. Il gruppo, per evitare l’arresto reagì, e Garnier uccise il poliziotto. Il giorno dopo assaltarono la casa di un notaio. Inoltre durante il successivo processo alla banda, Eugène Dieudonné verrà indicato da Caby come colui che sparò nella rapina del 21 Dicembre, quando invece egli non partecipò mai alle azioni della banda.

### 25 marzo 1912
Il 25 marzo 1912, Renè Valet, Étienne Monier, André Soudy, Jules Bonnot, Octave Garnier e Raymond Callemin rubarono una Limousine De Dion-Bouton, mentre erano diretti a Chantilly. Uno dei due occupanti fu ucciso per aver cercato di ribellarsi. Lo stesso giorno rapinarono con la stessa auto la succursale della Société Generale di Parigi. Il bottino questa volta ammontò a quarantanovemila franchi. Tuttavia anche in questo caso si scatenò una sparatoria sia dentro che fuori dalla succursale, andando a causare la morte di due dipendenti della banca. Mentre accadeva tutto questo, Soudy rimase fuori, intento a tenere a bada i passanti con un fucile. Al colpo avrebbe dovuto partecipare anche Édouard Carouy ma, visto l’incidente avvenuto il giorno prima con la sua stessa pistola, venne deciso di tenerlo al sicuro nel nascondiglio, promettendogli comunque parte del bottino.

## La fine

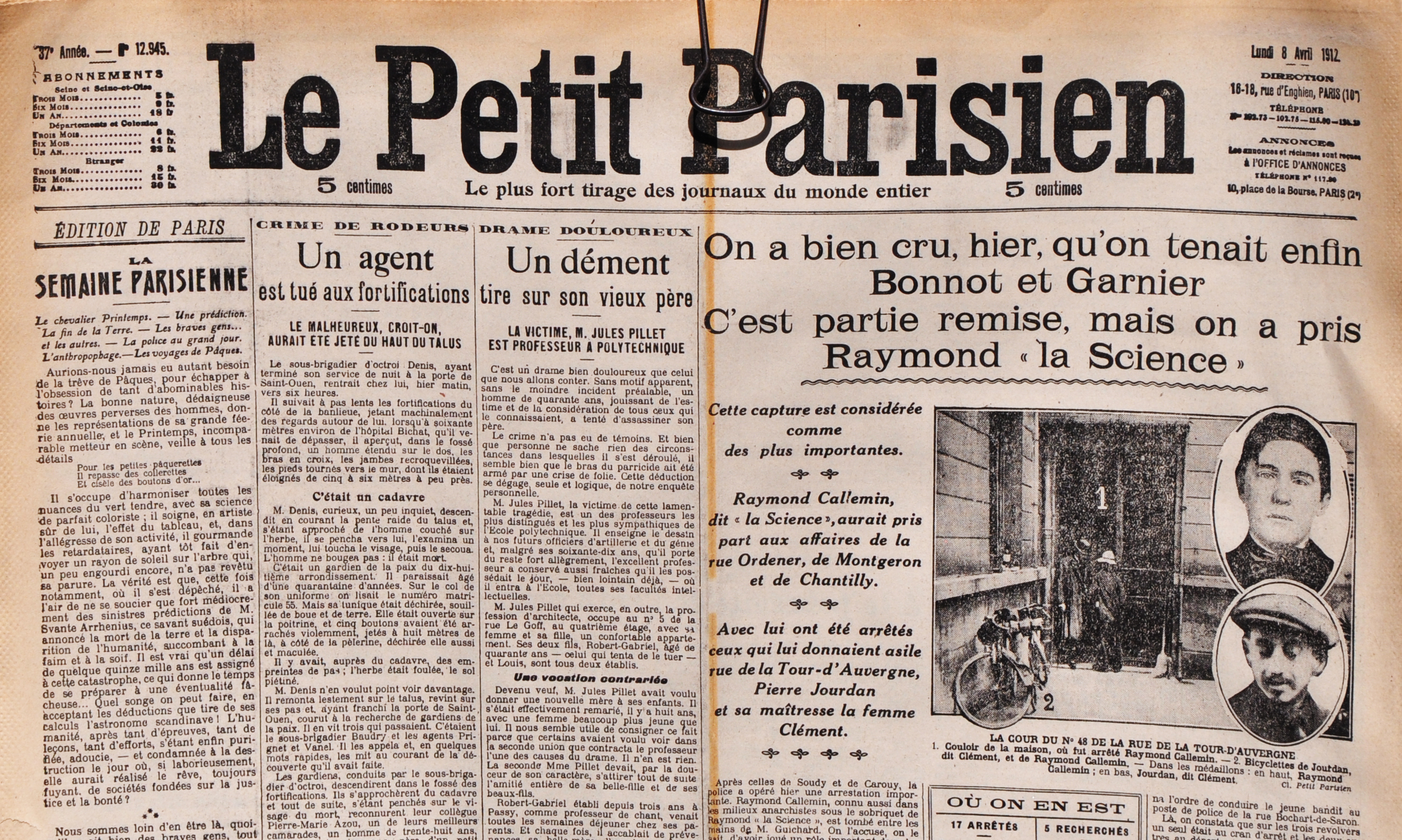
Prima pagina de "Le Petit Parisien" dell'8 aprile 1912

Con l’andare avanti dei colpi, le maglie della polizia si cominciarono ad infittire e lo stesso governo lanciò un appello al popolo implorando un aiuto patriottico per sconfiggere quello che ormai era visto come un cancro per l’intera nazione, il movimento anarchico. Gli esiti furono subito evidenti. Alcuni militanti dell’Idée Libre vennero arrestati e processati, accusandoli di qualsiasi crimine avvenuto negli ultimi tempi. Jules Bonnot, si rifugiò da Antoine Gauzy, amico di ie Monnier. Il giorno seguente tuttavia, in casa arrivarono degli agenti dando vita così ad uno scontro a fuoco. Il commissario che comandò l’azione, il vice direttore della Sûreté, Louis Jouin, morì nello scontro. Bonnot riuscì a scappare e chiese ospitalità al meccanico anarchico Joseph Dubois. Domenica 28 aprile tuttavia, scoperto il nascondiglio, la casa fu assaltata dalla polizia, dalla Guardia Repubblicana e da alcuni volontari. Dubois fu ucciso immediatamente. Jules morì poco dopo un vano tentativo di resistenza. Durante l’assalto tentò inoltre di scrivere un testamento in cui scagionava la signora Thollon, la donna di cui si era innamorato e che era stata arrestata senza alcun preciso motivo, Antoine Gauzy e Eugène Dieudonné. Il testamento si conclude con la motivazione principale della sua scelta di vita.
«Era la felicità che avevo inseguito per tutta la vita, senza esser capace neppure di sognarla. L’avevo trovata e scoperto che cosa fosse. La felicità che mi era sempre stata negata, avevo il diritto di viverla quella felicità. Non me lo avete concesso. E allora, è stato peggio per me, peggio per voi, peggio per tutti. Dovrei rimpiangere ciò che ho fatto? Forse. Ma non ho rimorsi. Rimpianti sì, in ogni caso nessun rimorso…»
Il 15 maggio 1912, Octave Garnier e René Valet rimasero uccisi durante l’assalto delle forze dell’ordine e dell’esercito alla casa dove si stavano nascondendo, a Nogent-sur-Marne. Tutti i restanti illegalisti furono arrestati, accusati senza distinzione di appartenere alla Banda Bonnot, in alcuni casi senza avere prova alcuna. I processi presero il via il 3 febbraio 1913.

## Processi e condanne

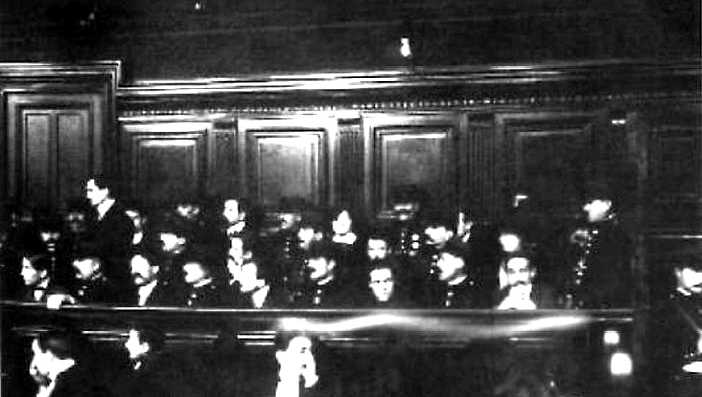
Immagine del processo tenutosi nel Febbraio del 1913 ai vari membri della banda

Tra il 3 e il 27 febbraio 1913, si tenne il processo ai vari elementi della banda e alle figure ritenute collegate ad essa. Presenti una ventina di imputati, alcuni solamente con l’accusa di avere in qualche modo sostenuto il gruppo. Altri invece vennero accusati di farne parte e quindi di aver attuato i vari colpi assegnatigli o di esserne addirittura gli ideatori. Tra i vari testimoni che vennero chiamati a deporre, Séverine, Pierre Martin e Sébastien Faure, lo fecero in favore degli imputati. Ernest Caby continuò invece ad accusare Dieudonné di avergli sparato durante il colpo al portavalori. Molti degli illegalisti riuscirono a irridere, durante il processo, procuratori e giuria. Henriette Maitrejean e Victor Serge si trovarono a doversi difendere strenuamente, respingendo i tentativi dell’accusa di trasformarli da accusati ad accusatori. Cercarono inoltre di fare apparire Serge come l’ideologo della banda ma, vista la impossibilità di accusa, tale idea venne abbandonata subito.
La sentenza venne emessa il 27 febbraio. Raymond Callemin, Eugène Dieudonné, Étienne Monier e André Soudy furono condannati a morte. Édouard Carouy e Marius Metge vennero condannati ai lavori forzati a vita. Victor Serge venne condannato a 4 anni di reclusione. Henriette Maitrejean invece venne assolta. Antoine Gauzy venne condannato a 18 mesi di reclusione. Judith Thollon venne condannata a 4 anni di reclusione. Ad altri personaggi che ebbero un minor rilievo nella faccenda vennero assegnati tra i 4 e i 6 anni di reclusione.
Carouy e Thollon si suicidarono. A Dieudonné venne convertita la pena di morte nei lavori forzati a vita: nel 1926 evase dalla Caienna e poi fu in seguito graziato. Il 21 aprile 1913 vennero eseguite le condanne a morte di Callemin, Soudy e Monier. Va inoltre puntualizzato che i vari fatti della banda furono recepiti anche da ulteriori membri dei movimenti anarchici di altri paesi, e che non furono pienamente condivisi e difesi da tutti. Molti catalogarono come "pittoreschi ed eccessivamente belli" i vari colpi, andando a ritenere non degli intellettuali i vari membri ma, anzi, degli assassini.

## Membri
- André Soudy
- Antoine Monier
- Édouard Carouy
- Eugène Dieudonné
- Jean De Boé
- Jules Bonnot
- Jules Dubois
- Louis Rimbault
- Octave Garnier
- Paul Metge
- René Valet
- Raymond Callemin
- Raymond Gauzy

Oltre a questi, Henriette Maitrejean detta Rirette (assolta al processo), Judith Tollon (compagna di Bonnot) e Victor Serge vengono considerati come presunti sostenitori del gruppo.

## Filmografia e romanzi
Alla banda Bonnot sono ispirati il film La banda Bonnot, diretto da Philippe Fourastié nel 1969, con l'attore francese Bruno Cremer nel ruolo dell'anarchico Bonnot e Jacques Brel come Raymond La Science, e il romanzo di Pino Cacucci In ogni caso nessun rimorso (1994).

## Ulteriori opere
Nel 2004 Giangilberto Monti cantautore italiano, ha pubblicato una raccolta di diciannove canzoni, prese e adattate in italiano dall'opera di Boris Vian "La bande à Bonnot", intitolata "La Belle Époque della Banda Bonnot". In tale raccolta vengono raccontate le gesta di Jules Bonnot e dell'intera banda. Dello stesso anno è presente anche un radiogramma musicale, scritto dallo stesso Monti e diretto da Claudio Laiso, vincitore del Prix Suisse 2004 nella categoria "Fiction".